# Хвощеватовка
Хвощева́товка — село в Нижнедевицком районе Воронежской области.
Входит в состав Хвощеватовского сельского поселения.

## Население
| 1859 | 1897 | 2010 |
| ---- | ---- | ---- |
| 502  | ↗935 | ↘247 |

## Улицы
| - ул. Комсомольская, - ул. Мира, | - пер. Садовый - ул. Фрунзе. |